# NGC 2452
NGC 2452 là một tinh vân hành tinh nằm ở chòm sao Thuyền Vĩ phía nam. NGC 2452 được Sir John Herschel phát hiện vào năm 1847.
NGC 2452 nằm cách Trái Đất khoảng 15.000 năm ánh sáng (4,7 kiloparsec) và có tuổi đời khoảng 40 đến 50 nghìn năm. Trên bầu trời, nó xuất hiện gần với cụm mở NGC 2453 và trước đây người ta cho rằng nó có thể là thành viên của cụm đó. Tuy nhiên, đó chỉ là sự trùng hợp ngẫu nhiên và chúng không liên quan đến nhau; NGC 2452 là một vật thể tiền cảnh so với NGC 2453.
Ngôi sao trung tâm của NGC 2452 có loại quang phổ là [WO1] và ngôi sao tiền thân của nó có khối lượng lớn khoảng 7 M☉, gần với giới hạn trên của sự hình thành tinh vân hành tinh.